# Pavlína Džurbanová
Pavlína Džurbanová, rozená Grundzová (červen 1940 Nižná Jablonka – 13. ledna 2024 Praha) byla jedna z posledních přeživších holokaustu Romů a Sintů na Slovensku, pamětnice Zajišťovacího tábora pro Cikány v Dubnici nad Váhom a účastnice projektu Živá paměť.

## Život

### Do podzimu 1944
Pavlína Džurbanová se narodila jako Pavlína Grundzová v červnu 1940 na východním Slovensku v Nižné Jablonce do romské rodiny jako prostřední ze tří dětí. Její matka Alžběta byla ženou v domácnosti, otec byl cestářem, příležitostným hudebníkem a po druhé světové válce se živil jako kovář. Před válkou bydlela rodina ve vlastním domě, ale v průběhu války se její ekonomická situace postupně zhoršovala. Na podzim 1944, v souvislosti s potlačováním Slovenského národního povstání (SNP), byl jejich dům napaden a ostřelován německými vojáky. V průběhu útoku jeden z granátů téměř utrhl pravou ruku její matce Alžbětě. Nakonec byla celá rodina (spolu s ostatními romskými obyvateli vesnice) odvezena autobusy na nádraží a odtud byli všichni deportováni vlakem do zajišťovacího (koncentračního) tábora pro Romy v Dubnici nad Váhem.

### Romský holokaust na Slovensku (historie)
Podle sčítání obyvatelstva žilo na území Slovenského státu v roce 1940 celkem 37 tisíc Romů. Fašisté zavedli systematický proces likvidace jejich kočovného způsobu života, od roku 1942 vznikaly pracovní tábory pro Romy a tzv. asociály a byla zaváděna perzekuční opatření týkající se armádních rekrutů. Pracovní tábory se staly v letech 1942 až 1944 dominantním nástrojem perzekučního přístupu k Romům.
Mnohem tvrdší režim než v pracovních táborech byl nastolen po potlačení Slovenského národního povstání a obsazení Slovenska německým vojskem v roce 1944, kdy došlo k hromadným deportacím a k vyvraždění celých romských komunit, což bylo součástí tzv. německého rasového řešení, které mělo následovat po tzv. konečném řešení židovské otázky.

### Zajišťovací tábor (historie)
Zajišťovací tábor zřídilo v listopadu 1944 slovenské Ministerstvo národní obrany na místě již existujícího pracovního útvaru. Tento (vlastně koncentrační) tábor nesl označení Zajišťovací tábor pro Cikány, nacházel se v Dubnici nad Váhem a byl svého druhu jedinečný tím, že byl určen k deportaci romských rodin z teritoria celého Slovenska. Nedlouho po zprovoznění tohoto zařízení byla překročena jeho plánovaná kapacita. Přelidněnost spolu s tuhou zimou, nedostatkem potravin a špatnou hygienou vedly k epidemii skvrnitého tyfu a vyhlášení „táborové“ karantény. Německé vedení tábora zorganizovalo přepravu 26 nemocných (20 mužů a 6 žen) „do nemocnice“ tak, že je 23. února 1945 nákladními auty přepravili do areálu nedaleké zbrojovky, kde je brutálně zavraždili (velká část jich byla postřílena a dobita, malá část byla zaživa zahrabána). Jejich ostatky pak byly po druhé světové válce nalezeny v hromadném hrobě. Zajišťovací tábor byl po skončení druhé světové války beze zbytku zlikvidován.

### V zajišťovacím táboře
V zajišťovacím táboře byly rodiny rozděleny, muži zvlášť (pracovali v nedaleké zbrojovce); ženy zůstaly s dětmi. Pavlínin otec byl na nucených pracích ve zbrojovce, dědeček pracoval v táboře jako ošetřovatel. V zimě 1944 onemocněla v táboře Pavlínina mladší sestra tyfem. Pavlínina matka Alžběta byla těhotná. Během masové popravy nemocných nebo práce neschopných vězňů 23. února 1945 byla zastřelena jak matka (ve vysokém měsíci těhotenství), tak i Pavlínin dědeček, teta a další její příbuzní.

### Návrat do Nižného Jablonce
Poté, co německá vojenská ostraha opustila koncentrační tábor během jeho osvobozování partyzány, rozprchli se z tábora i vězni. Pavlíně se podařilo dostat se svojí těžce nemocnou dvouletou sestrou, šestiletou starší sestrou a otcem vlakem přes již osvobozené území středního Slovenska na východ zpět do Nižného Jablonce. Svůj dům však ve vesnici hledali marně, byl vypálen, hospodářství bylo rozkradeno a koně odvezeni či usmrceni. Prvotní ubytování jim poskytli sousedé. Nakonec nalezli díky starostovi bydlení v nájemném domku. Pavlína se zaměstnala prací v zemědělství a přitom pomáhala svému otci i při jeho práci v kovárně.

### V Praze
V roce 1957 se Pavlína vdala, její manžel vykonával základní vojenskou službu v Praze a pracoval tam v tzv. přidružené výrobě. Pavlína mezitím žila spolu se svými dětmi na Slovensku a svépomocí se svým otcem stavěla dům. Do Prahy se s dětmi natrvalo přestěhovala v 60. letech 20. století. V Praze nejprve bydleli u příbuzných v Karlíně, potom ve vlastním bytě na Smíchově a nakonec se po sametové revoluci v 90. letech 20. století přestěhovala do panelového domu na Praze 4.
Pavlína měla jen základní vzdělání, ale byla přesná a spolehlivá. Pracovala zpočátku u Okresního podniku bytového hospodářství (OPBH) a pak poměrně dlouhou dobu jako prodavačka v polotovarech na Smíchově. V předdůchodové době si našla místo v laboratoři ve Fakultní nemocnici na Karlově náměstí. Spolu se svým manželem, který zemřel po dlouhé a těžké nemoci ve věku 55 let, měli čtyři děti. Po jeho smrti je vychovávala sama a finanční situaci rodiny řešila dalším pracovním úvazkem (uklízela v činžovních domech).

### Po sametové revoluci
Po sametové revoluci se stala členkou Českého svazu bojovníků za svobodu. V letech 2000 až 2005 se dočkala odškodnění z Česko-německého fondu budoucnosti a u obecně prospěšné společnosti Živá paměť se zapojila do projektu, který se zabývá Romy, kteří přežili nacismus. Její osoba je zmiňována v rámci putovní výstavy o osudech Romů a Sintů za druhé světové války.